# スイート・ヴァレー・ハイ
スイート・ヴァレー・ハイ（Sweet Valley High）は、アメリカ合衆国の学園小説シリーズである。

## 概要
原作はフランシーン・パスカル（フランシーヌ・パスカルとも）で、彼女の抱えるゴーストライターチームが分担して執筆した。1983年から2003年にかけ本編143巻（外伝等含め181巻）とそれ以上のスピンオフが刊行された。

## 登場人物

### ウェイクフィールド家
ジェシカ
愛称ジェス。恋多き女子高生。直情型で自分の思い通りにしないと気が済まず、毎度様々な策略を企ててはトラブルを引き起こす。双子の姉・リズは毎回それに振り回されるが、お互いの絆は深くもある。ソロリティ「パイ・ベータ・アルファ」のチアリーダーでサブ・キャプ。
エリザベス
愛称リズ。ジェスの双子（一卵性双生児）の姉。ジェスの恋に巻き込まれることが多いが、毎回失恋しては落ち込む彼女を慰める役でもある。奔放な妹・ジェスに翻弄されるが、深い愛情によりピンチをどうにか解決すべく奔走する。校内新聞である「オラクル」のコラム「目と耳」の担当記者。
スティーヴ
双子たちの兄。ジェスをよくからかうが、家族のだれよりも彼女のことを理解している。『スイート・ヴァレー・コンフィデンシャル』では弁護士として活動している。
実は同性愛者であり、妹たちの同級生であるアーロン・ダラスに恋心を抱いていた。その後、カーラと離婚し、自身がゲイであることを彼女に伝えてしまったジェスとはしばらく口を利かなかった。
ネッド
ウェイクフィールド家の家長。弁護士。
アリス
ネッドの妻。インテリアデザイナー。

### その他
アーロン・ダラス
双子たちの同級生。
イーニッド(エニド)
リズの親友。
マリア
リズの親友。
ライラ
ジェスの親友にして好敵手。
ウィンスター
ジェスに片思いをしていた生徒。
ノーラ
ジェス達のクラスのフランス語担当教諭。
トッド
バスケ部のキャプテンを務める美男子。
トリシア
スティーブの元恋人。白血病で死亡する。
ベッツィー
トリシアの妹。薬物依存症を抱えている。リズとは仲が良かった一方、ジェスとは対立関係にあった。
ブルース・パットマン
金持ちのドラ息子。愛車であるポルシェのナンバーは「1BRUECE1」
ウィンストン・エグバード
クラスの道化師。お調子者でヘマをやらかしたりもするが、お人好しで機転が利く一面もある。
ロジャー・コリンズ
校内新聞「オラクル」の顧問を務める。魅力的な人格と風貌で生徒からは兄貴的な存在で慕われている。エリザベスの良き理解者でもあり、思いやりある適切なアドバイスにリズは何度も救われている。
クーパー氏
スイートヴァレーハイの校長。生徒からは光頭先生と呼ばれている。

## テレビドラマ
1994年から1997年に全4シーズン88話がUPNで放送された。主演はブリトニー・ダニエル。製作はサバン・インターナショナル。

## 日本語版
1986年から1988年に、ハヤカワ文庫YRより本編が20巻まで刊行された。
1989年から1990年に、MOE出版（偕成社の子会社）よりスピンオフの『スイートヴァレーツイン』（Sweet Valley Twins）が16巻まで刊行された。